# Leanid Kawalewicz
Leanid Mikałajewicz Kawalewicz (biał. Леанід Мікалаевіч Кавалевіч, ros. Леонид Николаевич Ковалевич, Leonid Nikołajewicz Kowalewicz; ur. 14 marca 1958 w Nowo-Nikołajewce w rejonie sofijiwskim) – białoruski polityk, w latach 2008–2012 deputowany do Izby Reprezentantów Zgromadzenia Narodowego Republiki Białorusi IV kadencji.

## Życiorys
Urodził się 14 marca 1958 roku w osiedlu Nowo-Nikołajewka, w rejonie sofijiwskim obwodu dniepropetrowskiego Ukraińskiej SRR, ZSRR. Ukończył Białoruski Instytut Gospodarki Narodowej im. W. Kujbyszewa ze specjalnością „Gospodarka i planowanie dostaw materialno-technicznych”.
Pracę rozpoczął jako sterowniczy ramy do cięcia drewna w cechu drwali Zjednoczenia Produkcyjnego „Iwaciewiczdriew” w obwodzie brzeskim. Odbył służbę wojskową w szeregach Armii Radzieckiej. Następnie pracował przy obróbce termicznej cechu płyt wiórowych, jako wolny sekretarz komitetu komsomołu w Iwaciewiczdriewie, instruktor wydziału organizacyjnego Iwacewickiego Komitetu Rejonowego Komunistycznej Partii Białorusi (KPB), wolny sekretarz komitetu partyjnego w Iwaciewiczdriewie, kierownik wydziału przemysłowo-transportowego Iwacewickiego Komitetu Rejonowego KPB, dyrektor Iwacewickiego PRO Użyteczności Publicznej, dyrektor generalny KUMPP Użyteczności Publicznej, dyrektor generalny „Iwacewicka Użyteczność Publiczna”.
27 października 2008 roku został deputowanym do Izby Reprezentantów Zgromadzenia Narodowego Republiki Białorusi IV kadencji z Iwacewickiego Okręgu Wyborczego Nr 11. Pełnił w niej funkcję członka Stałej Komisji ds. Polityki Mieszkaniowej, Budownictwa, Handlu i Prywatyzacji. Od 13 listopada 2008 roku był członkiem Narodowej Grupy Republiki Białorusi w Unii Międzyparlamentarnej.

## Odznaczenia
- Medal „Za Zasługi w Pracy”;
- dwa medale jubileuszowe;
- Podziękowanie Prezydenta Republiki Białorusi;
- Gramota Pochwalna Rady Ministrów Republiki Białorusi;
- Odznaka „Wybitny Pracownik Użyteczności Publicznej”;
- Medal Białoruskiego Kościoła Prawosławnego świętego Cyryla Turowskiego;
- dwukrotny tytuł „Człowieka Roku” w obwodzie brzeskim[1].

## Życie prywatne
Leanid Kawalewicz jest żonaty, ma dwoje dzieci.